# مقاطعة مكلينبرغ (كارولاينا الشمالية)
مقاطعة مكلينبرغ (بالإنجليزية: Mecklenburg County)‏ هي إحدى مقاطعات ولاية كارولاينا الشمالية في الولايات المتحدة الأمريكية. مركز المقاطعة أو مقعدها هي مدينة شارلوت. تأسست هذه المقاطعة سنة 1762.أصل هذه المقاطعة يأتي من: مقاطعة أنسون.

## أعلام
- ويليام لي ديفيدسون
- إيليزا آن جرير
- هارييت موريسون إروين
- هارولد دوناواي
- إيفان شيلبي ألكسندر
- جاريد ايروين
- فرد لان